# 고인류학
고인류학(古人類學, paleoanthropology)은 형질인류학(자연인류학)에서 파생된 학문 영역으로, 특히 영장목 내에서 인간(호모 사피엔스)에의 진화의 계보의 과정을 해명하는 것을 중점으로 하여, 그 과정에 있었다고 생각되는 인간과의 생태를 연구하는 학문이다. 넓은 의미로는 고생물학에도 속하지만, 고생물학과 고고학의 교두보가 되어주는 학문이라고도 할 수 있다.
이 분야는 영장류학, 고생물학, 생물인류학, 문화인류학에서 파생되어 이를 결합한다. 기술과 방법이 발전함에 따라 유전학의 역할은 점점 더 커지고 있으며, 특히 관련 종과 속의 진화적 친족 계통을 연구하는 데 필수적인 도구로서 DNA 구조를 검사하고 비교하는 역할을 한다.

## 저명한 고인류학자
- 로버트 브룸
- 레이먼드 다트
- 외젠 뒤부아
- 요한 카를 플로트
- 루이스 리키
- 메리 리키
- 리처드 리키
- 피에르 테야르 드 샤르댕

## 같이 보기
- 인류의 진화
- 화석 인류